# Vîșehrad, Makariv
Vîșehrad (în ucraineană Вишеград) este un sat în comuna Makovîșce din raionul Bucea, regiunea Kiev, Ucraina.

## Demografie
Componența lingvistică a localității Vîșehrad
     Ucraineană (100%)
Conform recensământului din 2001, toată populația localității Vîșehrad era vorbitoare de ucraineană (100%).